# Ouvrage de Berenbach
L'ouvrage de Berenbach est un ouvrage fortifié de la ligne Maginot, situé sur la commune de Gomelange, dans le département de la Moselle.
C'est un petit ouvrage d'infanterie, comptant trois blocs. Construit à partir de 1930, il a été épargné par les combats de juin 1940.

## Position sur la ligne
Faisant partie du sous-secteur de Burtoncourt dans le secteur fortifié de Boulay, l'ouvrage de Berenbach, portant l'indicatif A 26, est intégré à la « ligne principale de résistance » entre l'ouvrage d'Anzeling au nord-ouest et le blockhaus d'intervalle Ouest de Gomelange (Bb 37) à l'est, à portée de tir des canons des gros ouvrages du Michelsberg (A 22) et d'Anzeling.
L'ouvrage est situé sur la cote 233 en lisière orientale de la forêt communale de Gomelange, surplombant la Nied et son affluent le ruisseau le Berenbach.

## Description
Il est constitué de trois blocs non reliés entre eux par galerie, contrairement aux autres petits ouvrages, ce qui nécessite que chacun soit autonome (groupe électrogène, batterie de filtres, magasin à munitions, chambrée, etc.).
Toutefois, l'amorce des forages des puits a été effectuée, puis ajournée.
Le bloc 1 est une casemate d'infanterie flanquant vers le nord, avec un créneau mixte pour JM/AC 37 (jumelage de mitrailleuses et canon antichar de 37 mm), un autre créneau pour JM, une tourelle de mitrailleuses et deux cloches GFM (guetteur fusil-mitrailleur). Ce bloc possède la particularité de disposer d'un puits inachevé, qui permet de découvrir les différentes étapes de la construction des descentes d'escaliers.
Le bloc 2 est une casemate d'infanterie flanquant vers le sud, avec un créneau mixte pour JM/AC 37, un autre créneau pour JM et une cloche GFM.
Le bloc 3 est un observatoire, équipé avec une cloche VDP (vue directe et périscopique, avec l'indicatif O 12) et une cloche GFM.

## L'ouvrage aujourd'hui
Propriété privée, l'ouvrage est vide de la majeure partie de ses équipements d'époque, et la tourelle de mitrailleuses du bloc 1 a été déposée. On peut toutefois encore voir les extérieurs sans difficultés notables, à l'exception du bloc observatoire, situé dans une enceinte clôturée.